# Buckow (Milower Land)
Buckow ist ein Gemeindeteil des Ortsteils Großwudicke der Gemeinde Milower Land im Landkreis Havelland in Brandenburg, (Deutschland).

## Geografie und Verkehrsanbindung
Am südlichen Ortsrand verlaufen die K 6330, die Eisenbahnstrecke Lehrter Bahn zwischen Rathenow und Stendal und die B 188. Am nördlichen Ortsrand erstreckt sich der Buckower See. Die Landesgrenze zu Sachsen-Anhalt verläuft unweit nördlich und westlich.

## Geschichte
Am 30. September 1928 wurde der Gutsbezirk Buckow in Teilen mit den Landgemeinden Großwudicke, Steckelsdorf und Buckow vereinigt. Die westlich der alten Rathenow-Schmetzdorfer Straße liegenden 541 ha Forst mit dem Forsthaus Buckow kamen zur Landgemeinde Großwudicke, der Trittsee in Größe von etwa 17 ha sowie die an der Havel gelegene etwa 7 ha große Wiese zur Landgemeinde Steckelsdorf. Der übrige Teil des Gutsbezirks Buckow kam zur Landgemeinde Buckow.
Am 20. Juli 1950 wurden die bis dahin eigenständigen Gemeinden Buckow und Großwudicke zur neuen Gemeinde Wudicke zusammengeschlossen.

## Wappen
| | Blasonierung: „In Rot aus silbernen Wellenschildfuß hervorkommend ein silberner Storch zwischen zwei beblätterten silbernen Rohrkolben.“ |
| Das Wappen wurde vom Heraldiker Jörg Mantzsch aus Magdeburg gestaltet und am 9. Januar 2015 unter der Registratur 37 BR in die Deutsche Ortswappenrolle (DOWR) des HEROLD eingetragen und dokumentiert. Gestiftet wurde es vom Förderverein der Freiwilligen Feuerwehr Buckow e.V., um es als Symbol der örtlich-lokalen Identität außerhalb von Amtshandlungen zu führen. | |

## Sehenswürdigkeiten
In der Liste der Baudenkmale in Milower Land sind für Buckow zwei Baudenkmale aufgeführt:
- ein Ganzmeilenobelisk an der ehemaligen Försterei
- Die evangelische Dorfkirche (Lange Straße 30) wurde in der ersten Hälfte des 13. Jahrhunderts erbaut, der Turm stammt aus dem 15. Jahrhundert. Erbauer der Orgel aus dem Jahr 1858 war Friedrich Hermann Lütkemüller.